# جشن ۲: ثانیه درهم و برهم
جشن ۲: ثانیه درهم و برهم (انگلیسی: Feast 2: Sloppy Seconds) فیلمی در ژانر کمدی ترسناک است که در سال ۲۰۰۸ منتشر شد.

## بازیگران
- کریستا آلن
- ناوی راوات
- بالتازار گتی
- مارتین کلبا
- کلو گولگر
- جودا فریدلندر
- جاش بلو